# سرجيوس الرابع
البابا سركيوس الرابع أو سرجيوس الرابع (باللاتينية: Sergius IV) ـ (970 ـ 12 مايو 1012) هو بابا الكنيسة الكاثوليكية وحاكم الدولة البابوية في الفترة من 31 يوليو 1009 إلى وفاته سنة 1012.
ولد سرجيوس الرابع في روما، وكان اسمه بييترو مارتينو بوكابورتشي وأبوه إسكافي كان يحمل أيضًا اسم بييترو. لا يُعرف تاريخ مولده على وجه التحقيق، ولكنه يرجح أنه كان نحو سنة 970 م.
ترقى بييترو بسرعة في المراتب الكنسية رغم تواضع أصله، حتى صار كاردينالًا، ثم صار أسقفًا لألبانو سنة 1004، ولم يلبث أن انتُخب للبابوية سنة 1009، بعد تنحي البابا يوحنا الثامن عشر، وتسمى باسم سرجيوس الرابع.